# Jihoamerická deska

- Jihoamerická deska, označená fialově.

Jihoamerická deska je tektonická deska, pokrývající Jižní Ameriku a část Atlantiku. Na východní straně je oddělena od Africké desky jižní částí Středoatlantského hřbetu, kterým je posouvána západním směrem. Jižní hranici tvoří soustava transformních zlomů a aktivních zón s Antarktickou deskou a deskou Scotia a menší subdukční zóna se Sandwichskou mikrodeskou, což má za následek vznik ostrovního oblouku Jižních Sandwichových ostrovů.